# Resolutie 2121 Veiligheidsraad Verenigde Naties
Resolutie 2121 van de Veiligheidsraad van de Verenigde Naties werd unaniem door de VN-Veiligheidsraad aangenomen op 10 oktober 2013. De resolutie veroordeelde de staatsgreep in de Centraal-Afrikaanse Republiek, wijzigde het mandaat van het BINUCA-kantoor in het land en stelde maatregelen in het vooruitzicht tegen hen die een vreedzame oplossing van het conflict in de weg stonden.

## Achtergrond
Al sedert de onafhankelijkheid van Frankrijk in 1960 wordt de CAR geplaagd door staatsgrepen en geweld. Toen rebellen in 2003 de macht grepen, begonnen drie onder de naam Unie van Democratische Krachten voor Eenheid (UFDR) verenigde rebellenbewegingen een oorlog tegen hen. In 2007 werd een vredesakkoord getekend en in 2009 vormden ze samen een regering. Eind 2012 brak opnieuw rebellie uit; deze keer tegen een coalitie van groeperingen die zich Sekela-coalitie noemde, en die bestond uit de UFDR, de Conventie van Patriotten voor Gerechtigheid en Vrede (CPJP) en npg een aantal kleinere bewegingen. De regering vroeg internationale hulp, maar dit werd geweigerd.
Op 11 januari 2013 werd een vredesakkoord getekend waarbij de eerste minister werd vervangen door een oppositielid. Op 24 maart 2013 had een coalitie van rebellen genaamd Seleka de macht gegrepen, wat internationaal veroordeeld werd.

## Inhoud

### Waarnemingen
De situatie in de Centraal-Afrikaanse Republiek was zeer ernstig geworden. Het land was instabiel, van ordehandhaving was geen sprake meer en mensenrechten werden op grote schaal geschonden; vooral door Selekarebellen, maar ook het Verzetsleger van de Heer was er actief. Ook wapenhandel droeg nog bij aan het conflict. In dat verband werd verwezen naar resolutie 2117. Een andere factor was ook de handel in wilde dieren. Bijgevolg was er ook een humanitaire crisis ontstaan, die verder werd verergerd door aanvallen op hulpverleners en VN-personeel.
Na de staatsgreep in maart was de CAR geschorst als lidstaat van de Afrikaanse Unie. In juli had de AU ook beslist om een ondersteuningsmissie, MISCA genaamd, te sturen.

### Handelingen
De Veiligheidsraad steunde de Akkoorden van Libreville van 11 januari 2013, de Verklaring van Ndjamena van 18 april 2013 en de afspraken gemaakt op de top in Ndjamena, die de basis voor een vreedzame politieke oplossing vormen. Volgens deze akkoorden was op 18 augustus 2013 een overgangsperiode aangevangen die na achttien maanden zou worden gevolgd door presidents- en parlementsverkiezingen. De Veiligheidsraad was bereid maatregelen te nemen tegen hen die de akkoorden schonden en vrede, veiligheid en stabiliteit in de weg stonden. Van de Seleka werd geëist dat ze de wapens zouden neerleggen.
Het mandaat van het VN-kantoor in de CAR werd aangepast. Het kantoor moest mee helpen de orde te herstellen, de verkiezingen te organiseren, conflicten in de kiem te smoren, de hulpverlening op gang te krijgen, voor handhaving van de veiligheid te zorgen en de mensenrechten te vrijwaren.
Er werd ook gehoopt op een snelle ontplooiing van MISCA, wat voor de nodige stabiliteit zou zorgen. Afrikaanse landen werden opgeroepen om deel te nemen aan deze missie. Ondersteuning vanuit de VN werd nog overwogen.

## Verwante resoluties
- Resolutie 2031 Veiligheidsraad Verenigde Naties (2011)
- Resolutie 2088 Veiligheidsraad Verenigde Naties
- Resolutie 2127 Veiligheidsraad Verenigde Naties
- Resolutie 2134 Veiligheidsraad Verenigde Naties (2014)

Lijst ·  2086 ·  2087 ·  2088 ·  2089 ·  2090 ·  2091 ·  2092 ·  2093 ·  2094 ·  2095 ·  2096 ·  2097 ·  2098 ·  2099 ·  2100 ·  2101 ·  2102 ·  2103 ·  2104 ·  2105 ·  2106 ·  2107 ·  2108 ·  2109 ·  2110 ·  2111 ·  2112 ·  2113 ·  2114 ·  2115 ·  2116 ·  2117 ·  2118 ·  2119 ·  2120 ·  2121 ·  2122 ·  2123 ·  2124 ·  2125 ·  2126 ·  2127 ·  2128 ·  2129 ·  2130 ·  2131 ·  2132